# Ayla (Fernsehserie)
Ayla (Originaltitel: Ayla y Los Mirror) ist eine spanische Jugendserie, die von der Produktionsfirma Federation Spain für die Walt Disney Company umgesetzt wurde. Die Premiere der Serie fand in Spanien am 27. September 2024 auf Disney+ statt. Im deutschsprachigen Raum erfolgte die Erstveröffentlichung der Serie durch Disney+ am selben Tag. Zusätzlich wurde am 27. September 2024 die erste Episode der Serie als Preview auf dem YouTube-Kanal von Disney Channel Deutschland gestreamt.

## Handlung
Nach dem unerwarteten Tod ihres wohlhabenden Vaters wird Ayla, eine junge Teenagerin, zur Waise. Sie erleidet daraufhin einen posttraumatischen Schock, der in eine Amnesie mündet, so dass sie keine Erinnerung an ihre Vergangenheit hat. Während die Polizei versucht, ihre Identität zu ermitteln, wird sie in einem Heim namens El Bosque untergebracht. Dort lernt sie Inés, ihre neue Zimmergenossin, und die Mirrors kennen, eine Gruppe von tanzbegeisterten Jungen und Mädchen aus dem Heim. Ayla freundet sich mit der Gruppe an und nimmt mit den Mirrors auch an einem Wettbewerb teil. Mit ihrer Hilfe findet Ayla ihren Platz und entdeckt, dass sie über eine außergewöhnliche Fähigkeit verfügt: Sie kann die Gefühle anderer durch musikalische Visionen hören. Gleichzeitig steht Ayla vor zahlreichen Herausforderungen in allen Bereichen ihres Lebens, erhält aber Unterstützung von ihren neuen Freunden. Sie helfen Ayla auch dabei, mehr über ihre Vergangenheit herauszufinden. Doch ihre Tante Esmeralda hat ein wachsames Auge auf sie und will mit allen Mitteln verhindern, dass Ayla ihr Gedächtnis wiedererlangt, damit sie keine Gefahr für ihr frisch geerbtes Vermögen darstellt. 

## Besetzung und Synchronisation
Die deutschsprachige Synchronisation entstand nach den Dialogbüchern von Cindy Beier, Vincent Borko, Daniela Molina, Ilona Otto, Susanne Schwab, Wolfram Singewald und Stefan Wellner sowie unter der Dialogregie von Marina Müller durch die Synchronfirma Lavendelfilm in Potsdam.
| Rolle                        | Schauspieler           | Synchronsprecher           |
| ---------------------------- | ---------------------- | -------------------------- |
| Emma „Ayla“ Ortiz Villanueva | Violeta Madel          | Amelie Plaas-Link          |
| Yago Álvarez                 | Cristian López         | Carlos Fanselow            |
| Sofía López                  | Daniela Monter         | Xara Eich                  |
| Paola                        | Camino Moreno          | Helen Malin Blaschke       |
| Kako                         | Israel Menéndez        | Vincent Borko              |
| Inés Aguirre                 | Alicia Chojnowski      | Johanna Schmoll            |
| Valen                        | Verónica Ramos         | Christina Wöllner          |
| Gustavo Segura               | Denis Gómez            | Florian Hoffmann           |
| Eric                         | Selu Nieto             | Sebastian Schulz           |
| Esmeralda Ortiz Figueroa     | Mar Abascal            | Silvia Mißbach             |
| Julia Segura                 | Anastasia Russo        | Milena Rybiczka            |
| David Ugarte                 | Sami Gomez             | Nicolas Rathod             |
| Noe Ugarte                   | Amalia Martos Olivares | Marlene Schick             |
| Saray                        | Madalina Cojocaru      | Amelie Sophie von Redecker |
| Nacho                        | Álvaro de los Santos   | Jonas Schmidt-Foß          |
| Nieves                       | Carmen Ruiz            | Silke Matthias             |
| Miguel                       | Carlos Serrano         | Tim Sander                 |
| Sandra                       | Ruth Llopis            | Isabelle Schmidt           |
| Sami                         | Álvaro Almodóvar       | Ben Joel Schulz            |
| Javier Ortiz                 | Marc Parejo            | Florian Clyde              |
| Margarita Villanueva         | Alicia Fernández       | Jill Böttcher              |
| Lucía                        | Noelia Calderón        | Jodie Blank                |
| Emilio                       | Alejandro Sigüenza     | Steven Merting             |
| Sara                         | Elena Rey              | Flavia Vinzens             |
| Minerva                      | Minerva Núñez          | Nina Herting               |
| Jamie                        | Carlos Cañas           | Thomas Schmuckert          |
| Manolo                       | Chete Guzmán           | Michael Bauer              |
| Erika Gruber                 | Cayetana Cabezas       | Katrin Zimmermann          |
| Àngela Mármol                | Àngela Mármol          | Sonja Spuhl                |
| Ignacio                      | Raúl Pulido            | Tobias Müller              |
| Moderator von „Move You“     | Víctor de la Fuente    | Konrad Bösherz             |
| Venue Manager                | Sergio Peiró           | Johannes Berenz            |
| Dekorateur                   | Manuel Medina          | Arne Stephan               |
| Gärtner                      | Antonio Caro           | Michael Bauer              |
| Anwalt                       | Jorge Pobes            | Fabian Oscar Wien          |
| Wahrsager                    | Jorge José López       | Christian Holdt            |

## Medien

### Musik
Die Serie enthält 20 Songs und begleitende Tanzchoreografien, die von Künstlern aus ganz Spanien eigens für Ayla kreiert wurden. Die zielgruppenorientierten Songs bedienen verschiedene Genres, darunter Pop, Rock, Reggaeton und Trap. Außerdem umfasst die Serie 16 Coverversionen von bekannten Pop- und Rocksongs.

### Multimedia
Die Serie verfügt über Begleitmaterial, das über Printmedien sowie über Multimediaplattformen wie Instagram und TikTok veröffentlicht wird.

## Episodenliste
| Nr. | Deutscher Titel                                         | Originaltitel                         | Erstveröffentlichung (Spanien) | Deutschsprachige Erstveröffentlichung (D/A/CH) |
| --- | ------------------------------------------------------- | ------------------------------------- | ------------------------------ | ---------------------------------------------- |
| 1   | Fehl am Platz                                           | Fuera de lugar                        | 27. Sep. 2024                  | 27. Sep. 2024                                  |
| 2   | Das Mädchen ohne Vergangenheit                          | La chica sin pasado                   | 27. Sep. 2024                  | 27. Sep. 2024                                  |
| 3   | Zombies & Co.                                           | Zombies y compañía                    | 27. Sep. 2024                  | 27. Sep. 2024                                  |
| 4   | Rettung von El Bosque                                   | Salvando El Bosque                    | 27. Sep. 2024                  | 27. Sep. 2024                                  |
| 5   | Bis 10.000 Follower... und darüber hinaus!              | Hasta los diez mil… ¡y más allá!      | 27. Sep. 2024                  | 27. Sep. 2024                                  |
| 6   | Auf geht's, los!                                        | ¡A por el Move You!                   | 4. Okt. 2024                   | 4. Okt. 2024                                   |
| 7   | Trainingstag                                            | Día de entrenamiento                  | 4. Okt. 2024                   | 4. Okt. 2024                                   |
| 8   | Splitternder Spiegel                                    | Se rompe el espejo                    | 4. Okt. 2024                   | 4. Okt. 2024                                   |
| 9   | Ayla vermasselt es                                      | Ayla mete la pata                     | 4. Okt. 2024                   | 4. Okt. 2024                                   |
| 10  | Eine Frage von Tanz oder Kampf                          | Una cuestión de baile o muerte        | 4. Okt. 2024                   | 4. Okt. 2024                                   |
| 11  | Ein Abschied, ein Tanz und ein Kuss                     | Un adiós, un baile y un beso          | 11. Okt. 2024                  | 11. Okt. 2024                                  |
| 12  | Lass dich nicht vom Schicksal mit wirrem Haar ertappen! | Que el destino no te pille despeinada | 11. Okt. 2024                  | 11. Okt. 2024                                  |
| 13  | Herzlichen Glückwunsch zum Geburtstag, Paola            | Feliz cumpleaños, Paola               | 11. Okt. 2024                  | 11. Okt. 2024                                  |
| 14  | Zu viel Ärger                                           | Demasiados apuros                     | 11. Okt. 2024                  | 11. Okt. 2024                                  |
| 15  | Süße Herausforderungen                                  | Dulces retos                          | 11. Okt. 2024                  | 11. Okt. 2024                                  |
| 16  | Die Endabstimmung                                       | El voto decisivo                      | 18. Okt. 2024                  | 18. Okt. 2024                                  |
| 17  | Der Spinner aus der Klasse                              | El rarito de clase                    | 18. Okt. 2024                  | 18. Okt. 2024                                  |
| 18  | Sag's nicht Yago                                        | No se lo digas a Yago                 | 18. Okt. 2024                  | 18. Okt. 2024                                  |
| 19  | Zweite Chancen                                          | Segundas oportunidades                | 18. Okt. 2024                  | 18. Okt. 2024                                  |
| 20  | Mirror’s schlimmster Tag                                | El peor día de Los Mirror             | 18. Okt. 2024                  | 18. Okt. 2024                                  |
| 21  | Tanzwettbewerb                                          | El duelo                              | 25. Okt. 2024                  | 25. Okt. 2024                                  |
| 22  | Soweit wir kommen                                       | Hasta aquí hemos llegado              | 25. Okt. 2024                  | 25. Okt. 2024                                  |
| 23  | Das Geheimnis der Mirror’s                              | El secreto de Los Mirror              | 25. Okt. 2024                  | 25. Okt. 2024                                  |
| 24  | Einen Schritt näher                                     | Un pasito más cerca                   | 25. Okt. 2024                  | 25. Okt. 2024                                  |
| 25  | Der Unerreichbare                                       | Estrella inalcanzable                 | 25. Okt. 2024                  | 25. Okt. 2024                                  |
| 26  | Ayla sagt: Genug!                                       | Ayla dice basta                       | 1. Nov. 2024                   | 1. Nov. 2024                                   |
| 27  | Ayla’s Versprechen                                      | La promesa de Ayla                    | 1. Nov. 2024                   | 1. Nov. 2024                                   |
| 28  | Ein Tanz mitten ins Herz                                | Un baile directo al corazón           | 1. Nov. 2024                   | 1. Nov. 2024                                   |
| 29  | Un Secreto a Voces                                      | Un secreto a voces                    | 1. Nov. 2024                   | 1. Nov. 2024                                   |
| 30  | Das große Finale                                        | La gran final                         | 1. Nov. 2024                   | 1. Nov. 2024                                   |